# Нерское озеро
Не́рское — озеро Мышецкой озёрной группы, расположенное на юге Дмитровского района Московской области на территории сельского поселения Габовское.
Озеро находится примерно в 23 километрах от Москвы по Р113 Рогачёвскому шоссе, вблизи села Озерецкого.
Нерское озеро имеет моренное происхождение, образовавшись в результате стока талых ледниковых вод с Клинско-Дмитровской гряды. В древности Нерское и два других озера Мышецкой группы — Круглое и Долгое — представляли собой один большой водоём, позже приобрели современные очертания.
Площадь Нерского озера — 0,4 км², глубина — до 3 метров. Дно плоское, илистое. Из озера вытекает река Волгуша.
Озеро может представлять интерес для рыболовов, здесь водится карась. Берега сильно заболочены, присутствуют зыбуны, что затрудняет подход к воде. Нерское и близлежащие озёра входят в состав Государственного природного заказника «Озёра Нерское, Долгое, Круглое и их ближайшее окружение».
В районе Нерского озера 13 октября 1972 года произошла катастрофа самолёта Ил-62.
Озеро изображено на флаге сельского поселения Габовское.